# Epidendrum revertianum
Epidendrum revertianum är en orkidéart som först beskrevs av Henri Stehlé, och fick sitt nu gällande namn av Eric Hágsater. Epidendrum revertianum ingår i släktet Epidendrum och familjen orkidéer. Inga underarter finns listade i Catalogue of Life.